# Чуйозы
Чуйозы, Чуй-Оозы (алт. Чуй-Оозы) — село в Онгудайском районе Республики Алтай России. Входит в состав Ининского сельского поселения.

## История
Село свою историю начала в качестве центральной усадьбой природно-хозяйственного парка «Чуй-Оозы», образованного в 2002 году с целью сохранения образа жизни коренного населения, природных комплексов и объектов, но в 2011 году парк был упразднён.
Образовано село в 2010 году, в 2013 официально получило название.
С алтайского Чуй-Оозы означает «устье реки Чуи»

## География
Расположено в горно-степной зоне центральной части Республики Алтай и находится в 2 километрах от впадения р. Чуй в Катунь.

## Население
| 2016 |
| ---- |
| 0    |

## Инфраструктура
Туризм.

## Транспорт
Село стоит у федеральной автомобильной трассы Р-256 «Чуйский тракт».